# Henri Groulx
Henri Groulx (né le 21 mai 1888 à Montréal, mort le 16 juillet 1952 à Outremont) est un pharmacien et homme politique québécois. Il a été député de la circonscription de Montréal-Outremont à l'Assemblée législative du Québec de 1939 à 1952 et ministre dans le second gouvernement Godbout de 1939 à 1944.

## Biographie

### Jeunesse
Henri Groulx est le fils de Fabien Groulx, boucher, et d'Agnès Lalonde. Il étudie au collège Mont-Saint-Louis, au collège Saint-Laurent et à l'université Laval à Montréal. Il obtient une licence en pharmacie en 1914. Il épouse Marguerite Mercure le 7 avril 1920 à Outremont.

### Carrière
Il est propriétaire d'une pharmacie. Il est président de l'Association pharmaceutique de la province de Québec de 1932 à 1934. Il est président de la Commission scolaire des écoles catholiques de Saint-Viateur-d'Outremont de 1935 à 1937.
Lors de l'élection générale québécoise de 1939, il est candidat du Parti libéral et est élu député de la circonscription de Montréal-Outremont à l'Assemblée législative du Québec. Dans le second gouvernement Godbout, il est secrétaire de la province du 8 novembre 1939 au 16 octobre 1940, ministre de la Santé du 8 novembre 1939 au 13 mai 1941, ministre du Bien-être social du 16 octobre 1940 au 13 mai 1941, puis ministre de la Santé et du Bien-être social du 13 mai 1941 au 30 août 1944. Lors de l'élection générale de 1944, il est réélu député de Montréal-Outremont, mais le Parti libéral perd le pouvoir et il siège donc désormais dans l'opposition. Il est réélu député à l'élection générale de 1948. Il est réélu député à l'élection générale de 1952 mais il meurt le soir de l'élection.
Il est inhumé dans le cimetière Notre-Dame-des-Neiges le 21 juillet 1952.